# 구덕환
구덕환(丘德煥, 1898년 1월 26일, 서천 ~ 1985년 5월 12일)은 대한민국의 의사, 국회의원이다. 본관은 평해.
경성의학전문학교에 재학 중 삼일 독립만세운동에 참가했고, 1927년 중국 상해로 망명해 임시정부에서 김구. 이시형. 이동녕 등 독립 운동가들과 함께 중국대륙 상하이. 남경. 중경. 만주 등지에서 독립운동을 했다. 1936년에 중국 상하이로부터 국내에 들어와 고향인 서천에서 신라병원을 개업했으며 다시 국내 독립운동가들과 신사참배반대와 창씨개명거부운동을 전개, 일본 경찰의 집중적인 감시의 대상이 되기도 했다.
김구 선생을 비롯 독립운동가들로 주축이된 한국독립당에서 중앙집행위원으로 활동했으며 1950년 5월30일 제2대 국회의원 선거에 출마해 당선됐으나 6.25때 납북되었다.

## 약력
- 경성의학전문학교졸업
- 국민회 서천군지부장
- 의사
- 제2대 국회의원

## 역대 선거 결과
|  | 21.17% |

|  | 27.55% |

## 참고자료
- 《대한민국 의정총람》, 국회의원총람발간위원회, 1994년
- 구덕환 - 대한민국헌정회